# クロムミョウバン
クロムミョウバン（英: chrome alum）または硫酸カリウムクロム(III)（りゅうさんカリウムクロム さん、英: chromium(III) potassium sulfate）は、クロムイオンとカリウムイオンそして硫酸イオンを含む複塩である。 化学式はKCr(SO4)2である。一般的にその十二水和物であるKCr(SO4)2・12(H2O)として見られる。革のなめしに使用されている。

## 生産と特性

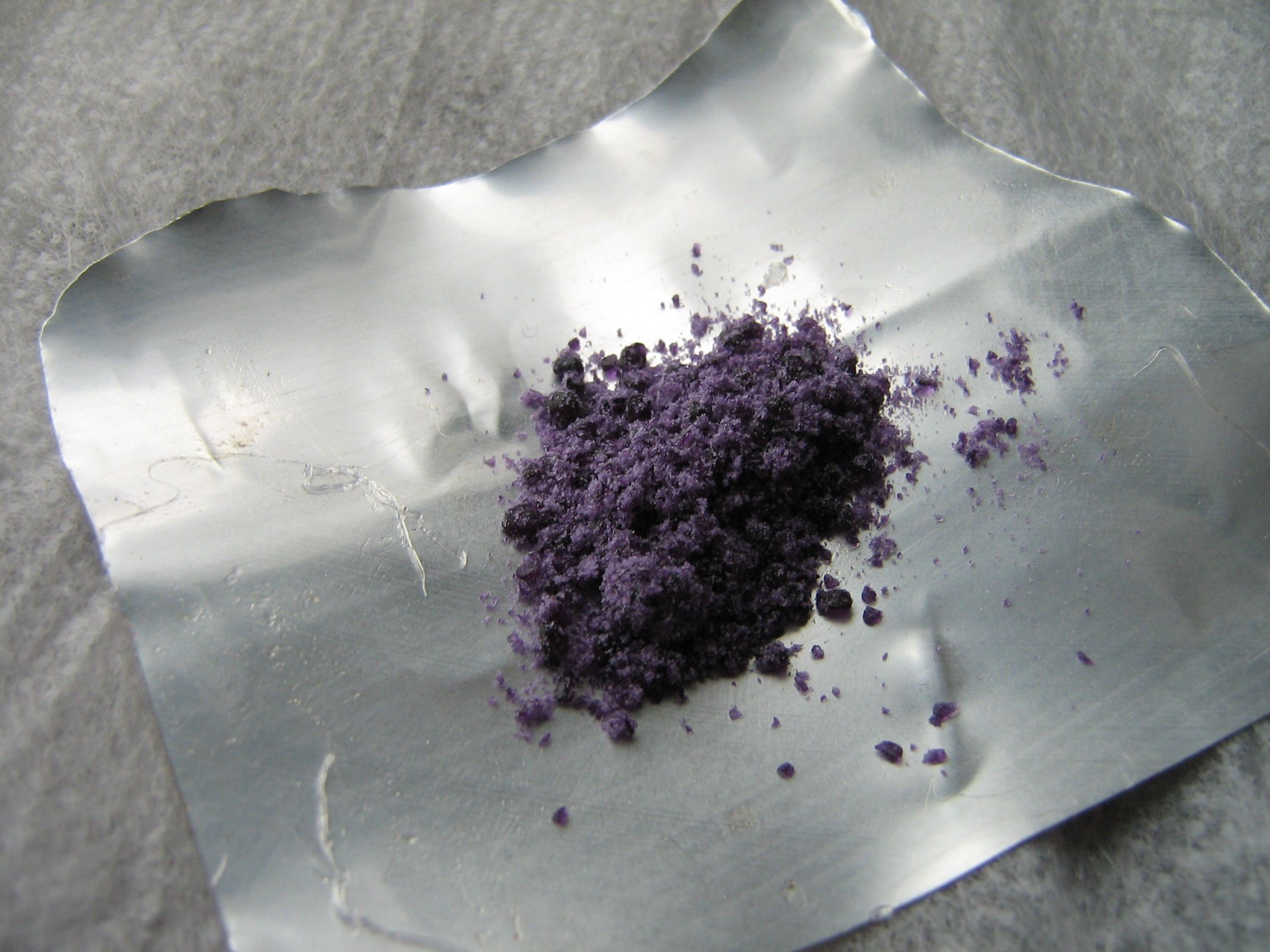
クロムミョウバン

クロムミョウバンは、クロム酸塩またはフェロクロム合金から製造される。重クロム酸カリウムの濃縮水溶液は、40℃以下の温度、硫酸の存在下で、二酸化硫黄や、アルコールまたはホルムアルデヒドでも還元される。あるいは、あまり一般的ではないが、フェロクロム合金を硫酸に溶解でき、硫酸第一鉄の沈殿後、硫酸カリウムを添加することでもクロムミョウバンが結晶化する。クロムミョウバンは、角が平らな八面体の結晶であり、水に非常によく溶ける。水溶液は青色リトマス紙を赤くし、収斂作用がある。水溶液は濃い紫で、50℃以上に加熱すると緑色になる。水和物に加えて、六水和物KCr(SO4)2・6H2O、二水和物KCr(SO4)2・2H 2O、および一水和物KCr(SO4)2・H2Oが知られている。

## 用途
クロムミョウバンは、革のなめしに使用される。三価クロムの架橋により皮革内のコラーゲン繊維を安定化させることにより革がなめされる。しかし、より単純な硫酸クロム（III）の方が好ましいため、この用途では今はあまり用いられない。
また、写真フィルムのゼラチン乳剤に硬化剤として使用されていた。